# دیپال شاو
دیپال شاو (به انگلیسی: Deepal Shaw)(زاده ۲۲ فوریه ۱۹۸۶) بازیگر، خواننده، مدل هندی است.
از فیلم‌هایی که وی در آن نقش داشته‌است می‌توان به عصر مدرن، کارما و هولی و استاد، همسر و گنگستر اشاره کرد.